# Schrankia richteri
Schrankia richteri är en fjärilsart som beskrevs av Edward P. Wiltshire 1962. Schrankia richteri ingår i släktet Schrankia och familjen nattflyn. Inga underarter finns listade.